# پوستکوو (استان اوپوله)
پوستکوو (به لهستانی: Pustków) یک منطقهٔ مسکونی در لهستان است که در گمینا اوژمک واقع شده‌است. پوستکوو ۵۰۰ نفر جمعیت دارد.